# ضربه برگردان

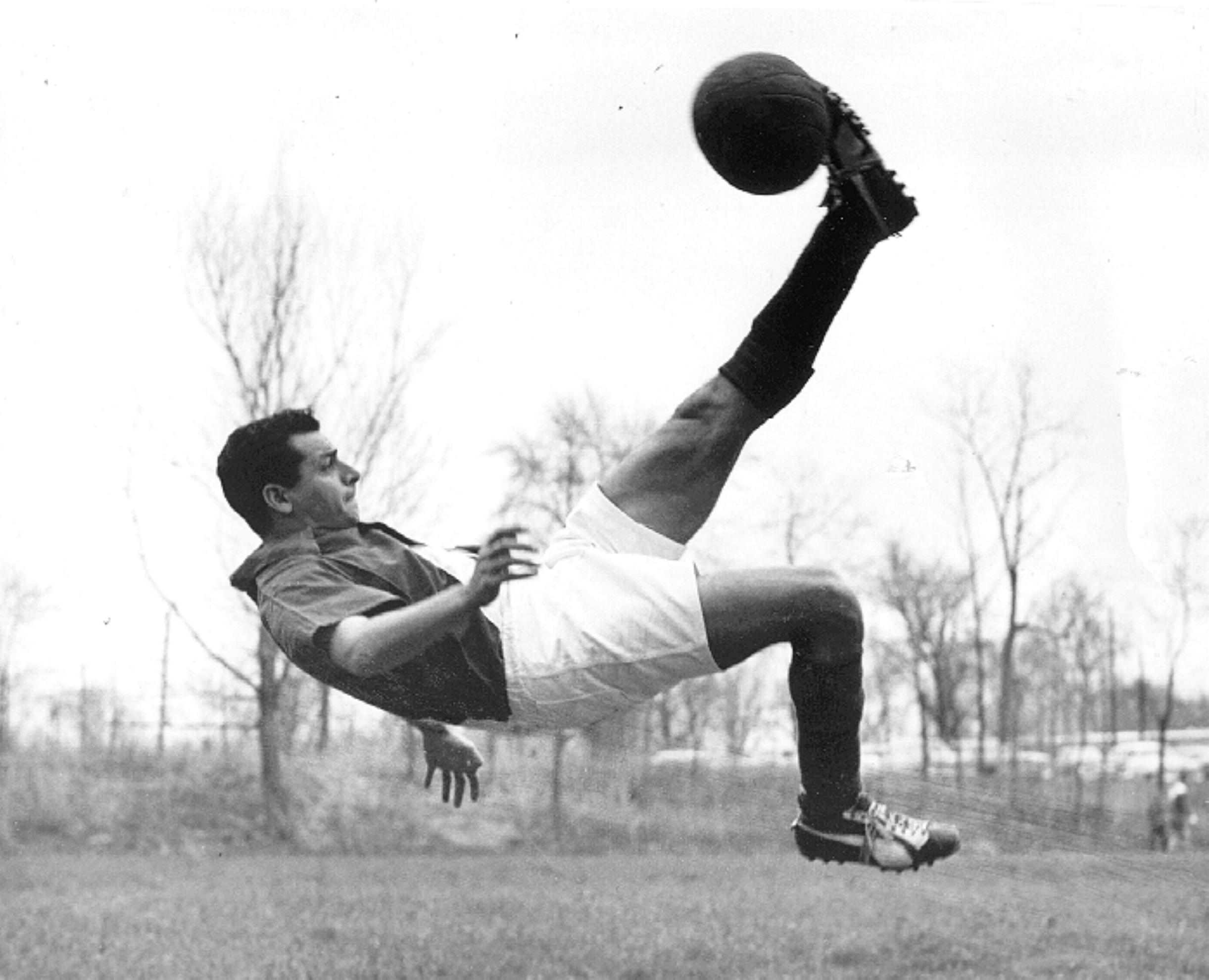
روبن مندوزا، مهاجم تیم ملی فوتبال مردان آمریکا در حال اجرای ضربه برگردان

ضربه برگردان یا قیچی برگردان حرکتی فیزیکی در فوتبال است که با بالا انداختن بدن در هوا رو به پشت و انجام حرکت قیچی با پاها و جلو انداختن یکی نسبت به دیگری برای ضربه زدن به توپی هوایی رو به عقب، بالاتر از سطح سر، بدون قرار گرفتن روی زمین حاصل می‌شود. پیچیدگی و غیرمتداول بودن این حرکت در مسابقات رقابتی فوتبال، این ضربه را به یکی از مشهورترین مهارت‌های فوتبال تبدیل کرده است.
ضربه برگردان می‌تواند برای دفاع، به قصد دور کردن توپ از دهانه دروازه یا برای حمله، به قصد ضربه به سمت دروازه حریف برای زدن گل انجام شود. ضربه برگردان مهارتی سطح بالا در فوتبال است که برای بازیکنان بی‌تجربه خطرناک است. عملکرد موفق این ضربه برای بازیکنان باتجربه و ورزیده در پیشینه فوتبال تا حد زیادی محدود بوده است.
ضربه برگردان در آمریکای جنوبی، شاید در زمانی به قدمت اواخر قرن نوزدهم میلادی، در دوره‌ای در تاریخ فوتبال که این ورزش در حال توسعه بود، اختراع گشت. نوآوری‌هایی مثل ضربه برگردان حاصل تغییرات محلی در سبک بازی فوتبال بودند که توسط مهاجران بریتانیایی به آنجا معرفی شده بود.
به عنوان مهارتی نمادین، ضربات برگردان بخش مهمی از فرهنگ فوتبال هستند. اجرای ضربه برگردان در یک بازی فوتبال، به ویژه در به ثمر رساندن گل، اغلب در رسانه‌های ورزشی مورد توجه گسترده‌ای قرار می‌گیرد. ضربه برگردان در کارهای هنری مثل مجسمه‌سازی، سینما، تبلیغات و ادبیات گنجانده شده است.